# Мельник Сергій Миколайович (старший лейтенант)
Сергі́й Микола́йович Ме́льник (1964—2022) — старший лейтенант збройних сил України, учасник російсько-української війни.

## Життєпис
Народився 27 квітня 1964 року в селі Хмелів, Романського району Сумської області. Здобув середню освіту, був столяром.
У 2015—2016 роках брав участь в АТО.
Перед повномасштабним вторгнення працював у Роменському сільськогосподарському коледжі.
З початком великої війни повернувся до війська.
Загинув 17 травня 2022 року під час ракетного удару по Десні.
Похований у вересні 2022 року в місті Ромни.

## Нагороди
- Орден Данила Галицького (28 серпня 2023, посмертно) — за особисту мужність, виявлену у захисті державного суверенітету та територіальної цілісності України, самовіддане виконання військового обов'язку[1].
- Нагрудний знак «66 механізована бригада Сухопутних військ».